# Panzerzug Pionier
Der Eisenbahn-Panzerzug Pionier war ein improvisierter polnischer Panzerzug aus der Zeit des Polnisch-Ukrainischen Krieges von 1918 bis 1919.

## Geschichte
Zwischen Januar und Februar 1919 wurde der Panzerzug Pionier in Lemberg von der Kierownictwo Budowy Pociągów Pancernych (kurz KBPP, deutsch: Baumanagement für Panzerzüge) gebaut und zusammengestellt. Bis zu seiner Außerdienststellung im Jahr 1921 wurde der Panzerzug mehrmals sehr stark verändert und angepasst, was Panzerung und Bewaffnung angeht. 
Der Bau des Panzerzuges Pionier begann im Januar 1919 durch die Initiative von Hauptmann Kazimierz Bartl. Dieser war damals der Leiter der 4. Abteilung des polnischen Armee-Eisenbahnkommandos für Ostgalizien. Es sollte sich hierbei um einen neuartigen Panzerzug handeln, der speziell für den Schutz und die Sicherung von Pionieren der Eisenbahngesellschaft gedacht war, welche auf den Bahnstrecken in direktem Feindkontakt arbeiten mussten. Aufgrund dessen erhielt der Panzerzug 10 auch den Namen Pionier. Der Bau des Panzerzuges war am 6. Februar 1919 abgeschlossen.

## Technische Daten

### Lokomotive
Die Lokomotive des Panzerzuges war eine k.k. Staatsbahn-Tenderlokomotive der Baureihe 178 mit der Betriebsnummer 178.66, die 1908 mit der Baunummer 1809 in der Lokomotivfabrik Floridsdorf gebaut wurde. Mit der Übernahme der Lokomotive in den aktiven Dienst auf den polnischen Gleisen nach dem Ende des Ersten Weltkrieges erhielt die Lokomotive die Bezeichnung Tkp11-6. Weiterhin besaß der Panzerzug zwei als Kampfwagen umgebaute Güterwagen mit Betonpanzerung und Maschinengewehren. Diese trugen die Namen Alfa und Berta.

### Artilleriewagen

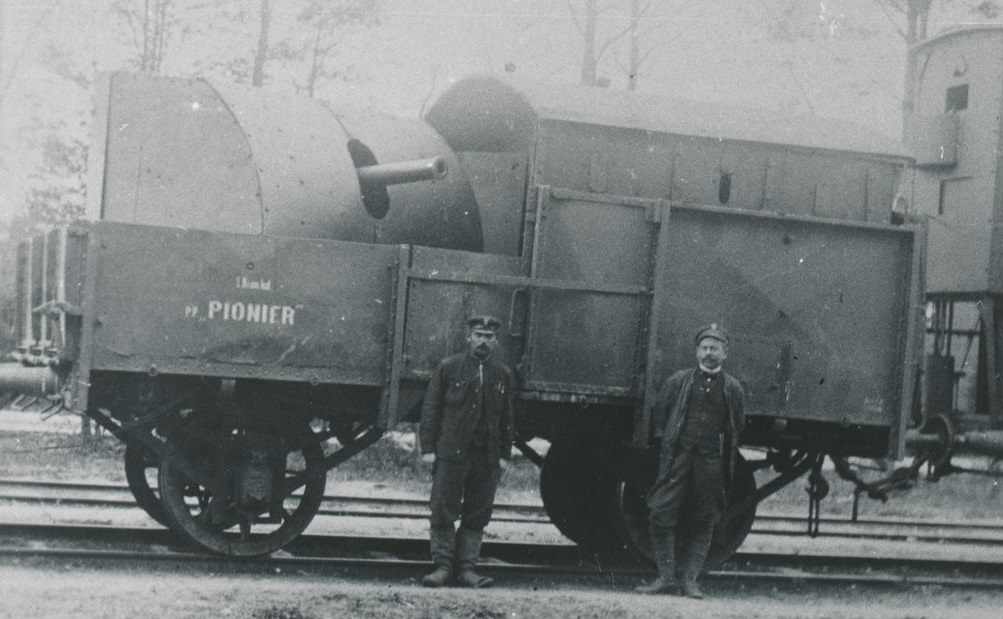
Einer der zwei Artilleriewagen

Schwere Geschütze wurden in den zwei Artilleriewagen mit den Namen Młot und Grom (deutsch: Hammer und Donner) verbaut. Dabei gab es eine absolute Neuheit, denn man verwendete österreichisch-ungarische 8-cm-Kasemattengeschütze M.94 in gepanzerten Drehtürmen. Damit hatten die Kasemattengeschütze eine 260°-Abdeckung.

### Sturmwagen
Die zwei Sturmwagen des Panzerzuges war für den Transport eines Infanterie-Sturmzuges vorgesehen.

## Einsatz
Nach der Fertigstellung des Panzerzuges wurde dieser mit der Panzerzugnummer 10 der Armee-Gruppe unter General Rozwadowski zugeordnet. Dabei kam es zwischen Februar und März 1919 zu einzelnen Kämpfen gegen Halytsch-Truppen in der Region von Lemberg, direkt an der Eisenbahnlinie nach Przemyśl. Am 12. April 1919 kam es zu einem Unfall mit der Reservelokomotive des Panzerzuges Pionier. Diese kollidierte zwischen Janów und Domazyr mit dem Panzerzug Saper, wodurch dieser schwere Schäden an einigen Kampfwagen erlitt.
Anfang Mai 1919 wurde der Panzerzug dann der Gruppe von General Iwaszkiewicz zugeteilt und nahm ab Juni 1919 an Kämpfen beim Polnisch-Sowjetischen Krieg teil. Im Juni wurde der Panzerzug dann der polnischen 3. Infanteriedivision unterstellt und nahm an Kämpfen um die Stadt Podhajce teil. Ab dem 23. Juli gab es den nächsten Unterstellungswechsel, diesmal unter das Kommando des Generalbezirkskommandos. Während des weiteren Kriegsverlaufes wurde der Panzerzug zu Patrouillentätigkeiten entlang des Flusses Zbruch beordert. Ende August und Anfang September war der Panzerzug in Zaleszczyki stationiert. Ab dem 18 September wurde der Panzerzug dem Generalbezirkskommando von Lemberg zugeteilt und der polnischen 10. Infanteriedivision unterstellt. Mitte Oktober wurde der Panzerzug dann dem Kommando der Gruppe von General Bonin unterstellt und in Wygnanka und Germakówka stationiert.
Am 6. November wurden die Patrouillentätigkeiten eingestellt, weil das Frontkommando Kohle einsparen wollte. Die kampffähigen Fahrzeuge des Zuges wurden abgestellt, während die Lokomotive in das nahegelegene Tschortkiw geschickt wurde, um dort zivil als Rangierlokomotive eingesetzt zu werden. Die Besatzung hingegen wurde auf den fast gleichnamigen Panzerzug Pionier Szeroki überführt. Ende November wurde die Lokomotive wieder an den Panzerzug angekoppelt und dieser verlegt nach Czortków, um dort wieder abgestellt
zu werden. Nur kurze Zeit später erging der Befehl, den Panzerzug nach Husiatyn zu verlegen, wo der Panzerzug am 8. Dezember 1919 eintraf. Über einen weiteren Einsatz bis zur Außerdienststellung ist nichts bekannt.

## Zugzusammensetzung
Der Panzerzug verfügte 1919 über folgendes Fahrzeuge:
- die als k.k. Staatsbahn-Lokomotive gebaute 178.66, die in Polen als Tkp11-6 bezeichnet wurde
- zwei Kampfwagen (Alfa und Berta)
- zwei Artilleriewagen (Młot und Grom)
- zwei Infanteriewagen

## Verbleib
Im August 1921 wurde der Panzerzug Pionier außer Dienst genommen und komplett aufgelöst.